# Regroupement artistique francophone de l'Alberta
Le Regroupement artistique francophone de l'Alberta (RAFA) est une organisation à but non lucratif fondée en 2001 et incorporée en 2002, destinée à la promotion et au développement des arts et de la culture francophone en Alberta, au Canada. Il soutient les artistes francophones de diverses disciplines, tels que la musique, le théâtre, les arts visuels et la littérature, en leur offrant des ressources, des formations et des occasions de diffusion de leurs œuvres. Le RAFA joue un rôle crucial dans la valorisation et la préservation de la culture francophone en Alberta, favorisant un dialogue interculturel et un rayonnement artistique à l'échelle provinciale et nationale.

## Historique
Sur une initiative d'artistes et de représentants de l'Association canadienne-française de l'Alberta, le Centre culturel franco-manitobain (CCFM) a été créée en 2001 avec pour mission de devenir le représentant officiel des arts et de la culture francophone en Alberta. En 2002, l'organisme s'incorpore et devient le représentant officiel des arts et de la culture de la communauté francophone en Alberta. En 2003, le RAFA devient membre de la Fédération culturelle canadienne-française, et reçoit le statut d'organisme provincial de services aux arts de l'Alberta Foundation for the Arts en 2004. En 2005, le poste de directeur est créé et une première concertation des artistes est organisée afin d’orienter la mise en place des services de soutien à la professionnalisation artistique. Le 17 juin 2006, la Fédération culturelle canadienne-française a décerné le prix Hommage du développement culturel au RAFA, qui a acquis le statut de représentant officiel du secteur culturel en concluant une entente avec l'Association canadienne-française de l'Alberta.
Le 3 août 2007, le RAFA lance le programme multidisciplinaire en création artistique Entr'ARTS. Il s’agit d’un événement offrant aux artistes francophones, qu'ils soient émergents ou établis, l'opportunité de suivre des formations professionnelles tous les deux ans. En 2014, le RAFA a organisé le Grand marché des arts, un événement majeur en développement et ouverture de marchés sur les scènes locales, nationales et internationales pour les artistes francophones de l’ouest du Canada. L’événement s'est tenu à Edmonton du 24 au 28 septembre. En 2018, le RAFA, en collaboration avec le Centre de la francophonie des Amériques, met en place le Rendez-vous du Réseau des villes francophones et francophiles d'Amérique. Ce projet majeur s’est tenu du 5 au 7 septembre à Grande Prairie, en Alberta, et a représenté plus de 140 municipalités francophones avec pour but de créer des partenariats économiques, à mettre en valeur le patrimoine francophone. En 2019, Radio-Canada Alberta, le Centre de développement musical (CDM) et le RAFA s’unissent pour célébrer la chanson francophone de l’Ouest par l’entremise d’une initiative intitulée « 30 ans de chanson d’ici ». En 2020, le RAFA lance Visit’ARTS, une série de diffusions numériques mettant en vedette 12 spectacles virtuels de disciplines artistiques incluant musique, chanson, danse, arts visuels et littéraires.

## Projets

### Entr’ARTS
Entr'ARTS est un programme de création artistique visant à soutenir les artistes de toutes les disciplines dans le perfectionnement de leur pratique tous les deux ans. Créé en 2007, il est reconnu pour son excellence sur la scène nationale. Le programme propose des séminaires de formation professionnelle animés par des experts francophones canadiens et européens. Il encourage les artistes à développer un esprit de fraternité, les nourrissant dans leur création et les incitant à s'ouvrir à des projets « multiarts », « interarts » et interrégionaux. En 2016, il instaure des événements annuels intitulés mini Entr'ARTS en réponse à une demande des artistes. Cet ajout permet aux artistes d’assister aux séminaires de formation en diminuant l’attente entre les ceux-ci.

### Prix d’excellence
Depuis 2004, le RAFA décerne annuellement des prix à des personnes, des collectifs ou des compagnies d'expression française qui se sont distingués en création et en promotion artistique. Le prix Martin-Lavoie reconnait l’excellence en promotion artistique, et le prix Sylvie Van Brabant reconnait l’excellence en création artistique. Ce dernier est discontinué en 2018.
Le prix Envol est instauré en 2017 lors des célébrations du 15e anniversaire du regroupement pour reconnaîtra un artiste ou un collectif en émergence ou à mi-carrière qui s'est démarqué de façon exceptionnelle au cours de l’année.
Le prix Lumière est remis pour la première fois au Forum annuel des arts et de la culture de 2021 afin d’honorer les membres de la communauté qui ont des parcours extraordinaires ayant eu un effet d'entraînement sur ceux qui les ont suivis.